# Strażowa Góra
 Strażowa Góra (niem. Wacheberg) – wzniesienie (674 m n.p.m.) w Sudetach Środkowych, w Górach Sowich.

## Położenie i opis
Góra położona w południowo-zachodniej części pasma Gór Sowich, w Masywie Włodarza, po południowo-zachodniej stronie od Działu Jawornickiego, około 3,4 km na południowy wschód od centrum miejscowości Jedlina-Zdrój.
Słabo zaznaczony szczyt stanowiący niższy, północny wierzchołek Jedlińskiej Kopy. Strażowa wyrasta w postaci spłaszczonej kopuły o silnie rozczłonkowanych zboczach opadających na północny wschód w stronę doliny potoku Jaworzyny.
Wierzchołek porasta las świerkowo-bukowy regla dolnego. Niższe zbocza po stronie północnej pokrywają zarastające łąki i pastwiska.
Góra położona na terenie Parku Krajobrazowego Gór Sowich, przy jego północnej granicy.

## Turystyka
Południowym zboczem pod szczytem przebiega szlak turystyczny:
- czerwony – odcinek Głównego Szlaku Sudeckiego prowadzący głównym grzbietem Gór Sowich.